# Benigembla
Benigembla (em valenciano e oficialmente) ou Benichembla (em castelhano) é um município da Espanha na província de Alicante, Comunidade Valenciana. Tem 18,45 km² de área e em 2021 tinha 483 habitantes (densidade: 26,2 hab./km²).

## Demografia
| Variação demográfica do município entre 1991 e 2005 | Variação demográfica do município entre 1991 e 2005 | Variação demográfica do município entre 1991 e 2005 | Variação demográfica do município entre 1991 e 2005 |
| --------------------------------------------------- | --------------------------------------------------- | --------------------------------------------------- | --------------------------------------------------- |
| 1991                                                | 1996                                                | 2001                                                | 2009                                                |
| 354                                                 | 390                                                 | 488                                                 | 589                                                 |